# توقيت إندونيسيا
يمتد وقت الأرخبيل الإندونيسي على أربع مناطق زمنية من ت ع م+06:00 في آتشية إلى ت ع م+09:00 في بابوا الغربية. تعترف الحكومة الإندونيسية بثلاث مناطق زمنية فقط هي توقيت غرب إندونيسيا ت ع م+07:00 وتوقيت وسط إندونيسيا ت ع م+08:00 وتوقيت شرق إندونيسيا ت ع م+09:00. الخط الفاصل بين المنطقتين الغربية والوسطى يمتد شمالاً بين جاوة وبالي عبر وسط كليمنتان. الخط الفاصل بين المنطقتين الوسطى والشرقية يمتد شمالاً من الطرف الشرقي لجزيرة تيمور إلى الطرف الشرقي لسولاوسي.
لم تختبر إندونيسيا التوقيت الصيفي إطلاقاً بسبب موقعها الاستوائي.

## قاعدة بيانات المناطق الزمنية
تتضمن قاعة بيانات المناطقة الزمنية (IANA) أربع مناطق زمنية لإندونيسيا في ملف (zone.tab) هي:
- Asia/Jakarta
- Asia/Pontanak
- Asia/Makassar
- Asia/Jayapura